# سیسیل بی دیوانه
سیسیل بی دیوانه (انگلیسی: Cecil B. Demented) یک فیلم مستقل جنایی در ژانر کمدی سیاه و دلهره‌آور به کارگردانی جان واترز محصول سال ۲۰۰۰ است.

## بازیگران
- ملانی گریفیث در نقش هانی ویتلاک
- استیون درف در نقش سینکلر استیونز
- آلیشیا ویت در نقش چریش
- آدریان گرنیر در نقش لیلی
- مگی جیلنهال در نقش راون
- مایکل شنون در نقش پتی
- مینک استل در نقش سیلویا مالوری
- ریکی لیک در نقش لیبی
- لارنس گیلیارد جونیور در نقش لویس
- جک نوثورتی در نقش رودنی
- پتی هرست در نقش مادر فیدگت
- کوین نیلن در نقش خودش
- روزان بار در نقش خودش
- اریک رابرتس در نقش همسر سابق هانی
- جان واترز در نقش گزارشگر